# Dysphania transgressa
Dysphania transgressa är en fjärilsart som beskrevs av Max Joseph Bastelberger 1911. Dysphania transgressa ingår i släktet Dysphania och familjen mätare. Inga underarter finns listade i Catalogue of Life.